# La famiglia Passaguai fa fortuna
La famiglia Passaguai fa fortuna è un film del 1952 diretto ed interpretato da Aldo Fabrizi, con Erminio Macario, Ave Ninchi e Luigi Pavese. Questo film costituisce la seconda parte di una trilogia insieme ai due film La famiglia Passaguai del 1951 e il terzo capitolo Papà diventa mamma del 1952.

## Trama
Il cavalier Passaguai, che alla fine del film precedente ha perduto il posto di lavoro, si mette in affari con un vecchio commilitone incontrato casualmente. Entrambi si fingono milionari pensando che l'altro lo siano veramente, si fanno coinvolgere in una speculazione edilizia e soltanto un inatteso colpo di fortuna li salverà dalla sicura galera.

## Cast
- Aldo Fabrizi, regista e sceneggiatore, sulla scia del successo del primo film girò praticamente in contemporanea gli altri due episodi. Come per La famiglia Passaguai, finanziò come produttore la pellicola e richiamò quasi al completo il cast del primo episodio.
- Ave Ninchi indossò nuovamente i panni di Margherita, la moglie ossessiva di Peppe proseguendo nel sodalizio con Aldo Fabrizi che li aveva visti recitare insieme in molte occasioni.
- Giovanna Ralli è di nuovo Marcella, la figlia maggiore di Peppe e Margherita.
- Pecorino, il figlio di Peppe e Margherita, è interpretato ancora da Carlo Delle Piane.
- Gnappetta, il più piccolo dei Passaguai, è Giancarlo Zarfati, all'epoca 4 anni. Bambino prodigio del cinema degli anni '50 e '60, fu notato da Fabrizi quando lo sentì emettere una sonora pernacchia. Interpretò diversi altri film e si ritirò dal cinema nel 1963.
- Per il ruolo di spalla di Peppe, interpretato da Peppino De Filippo nel primo capitolo, Fabrizi pesca ancora nella tradizione del teatro, andando a chiamare Erminio Macario qui nella parte del suo commilitone Giocondo.
- Luigi Pavese, l'uomo dei cocomeri del primo film, torna ad interpretare in pratica lo stesso personaggio, eterna vittima della famiglia Passaguai e di Peppe in particolare.

## Promozione
Il lancio pubblicitario del film recitava: "Fabrizi+Macario = 1000000 di risate".

## Accoglienza
Il successo del primo film spinse Aldo Fabrizi a girare in brevissimo tempo e uno dietro l'altro i due seguiti. Durante il mese di ottobre del 1951, mentre La famiglia Passaguai stava in missaggio iniziarono le riprese del film La famiglia Passaguai fa fortuna che terminarono a fine novembre, appena prima del 20 dicembre, data in cui era programmata l'uscita del primo film a Milano. La prima del secondo film fu programmata per il 20 febbraio 1952 al cinema Fiamma di Terni, a metà di quello stesso mese iniziarono le riprese del terzo film Papà diventa mamma che fu poi presentato alla sala Umberto di Bari il 25 settembre 1952.

### Critica
L'analisi di Giuseppe Rausa: "Sequel meno popolaresco e più vicino alla commedia degli equivoci classica. Di nuovo il film è all'insegna della romanità più sguaiata, con Macario che fatica, con la sua comicità misurata, a tener testa allo strabordante Fabrizi. L'inserimento di Macario quale coprotagonista non aiuta il film a decollare. La vicenda è pretestuosa: Fabrizi e Macario sono due poveracci, si fingono milionari e alla fine lo divengono realmente attraverso una fantasiosa speculazione edilizia. Il logoro repertorio di moine e mossette non diverte e la pellicola si snoda stancamente attraverso gag ripetitive, in quello che va definito più che cinema, “avanspettacolo fotografato” (tra l'altro la vicenda si svolge tutta in interni, accentuando l'atmosfera teatrale). L'unico elemento di interesse è il riferimento sarcastico al recente Miracolo a Milano (febbraio 1951): tra sfollati, baracche e costruttori senza scrupoli, Fabrizi e Macario - appena si offre loro una fortunata occasione - non mostrano alcuna esitazione ad abbandonare gli originari panni proletari per assumere quelli dei gran signori, mostrandosi così - al contrario dei protagonisti della favola desichiana - una coppia di cinici opportunisti, privi di “coscienza di classe".
Paolo Mereghetti scrive nel suo dizionario che a non funzionare perfettamente è "(...) la combinazione dello stile comico popolaresco di Fabrizi con l'umorismo stralunato e surreale di Macario".
Nel suo dizionario dei film, Morando Morandini scrive: "Ancora col supporto dello sceneggiatore Ruggero Maccari (affiancato da Ettore Scola), di nuovo prendendo lo spunto dall'umorista Anton Germano Rossi, Fabrizi cerca di ripetere il successo del film precedente, ma con minore brio: non gli si addicono né il vecchio schema teatrale della commedia degli equivoci né la combinazione con la comicità di Macario."
Alberto Albertazzi scriveva in una critica del 1952: "Dopo la grossa delusione procurata da 'La famiglia Passaguai' (che per altro ha ottenuto un successo commerciale più che notevole), questa seconda avventura della stessa famiglia contribuisce a rialzare le azioni di Fabrizi come regista, in virtù di una più abile e più spigliata sceneggiatura, di un dialogo piacevole e soprattutto di un buon numero di graziose e divertenti trovate".

## Restauro
Il sonoro della pellicola è stato restaurato nel 1999: "Da un lavander sonoro infiammabile proveniente dal deposito Technospes della Cineteca Nazionale è stato stampato un controtipo sonoro su poliestere e da questo una copia positiva. La preservazione è stata eseguita presso il laboratorio Studio Cine nel 1999".